# Bahnstrecke Concord–Claremont
| Gesellschaft: | NECR                 |                                          |                                          |
| Streckenlänge: | 91,27 km             |                                          |                                          |
| Spurweite: | 1435 mm (Normalspur) |                                          |                                          |
| |                      |                                          |                                          |
| Gleise: | 1                    |                                          |                                          |
| \| \| \| \| \| \| \| \| von Nashua \| \| \| \| 0,00 \| Concord NH \| Concord NH \| \| \| \| nach Wells River \| \| \| \| \| nach White River Junction \| \| \| \| ? \| Concord NH Stony Hill \| Concord NH Stony Hill \| \| \| 5,60 \| Garrison NH (früher West Concord) \| Garrison NH (früher West Concord) \| \| \| 10,38 \| Riverhill NH \| Riverhill NH \| \| \| \| Contoocook River \| \| \| \| 12,76 \| Mast Yard NH \| Mast Yard NH \| \| \| \| Contoocook River \| \| \| \| 16,72 \| Tyler NH \| Tyler NH \| \| \| \| Contoocook River \| \| \| \| 19,23 \| Contoocook NH \| Contoocook NH \| \| \| \| nach Peterborough \| \| \| \| 23,43 \| Dimond Corner NH (früher Dimonds) \| Dimond Corner NH (früher Dimonds) \| \| \| 26,54 \| Bagley NH \| Bagley NH \| \| \| \| Warner River \| \| \| \| \| Warner River \| \| \| \| 28,10 \| Lower Warner NH \| Lower Warner NH \| \| \| \| Warner River \| \| \| \| 30,19 \| Warner NH \| Warner NH \| \| \| \| Warner River \| \| \| \| \| Warner River \| \| \| \| 33,68 \| Waterloo NH \| Waterloo NH \| \| \| \| Warner River \| \| \| \| 36,53 \| Roby NH (früher Robys Corner) \| Roby NH (früher Robys Corner) \| \| \| \| Warner River \| \| \| \| \| Warner River \| \| \| \| \| Warner River \| \| \| \| \| Warner River \| \| \| \| \| Warner River \| \| \| \| 39,83 \| Melvin NH (früher Melvin Mills) \| Melvin NH (früher Melvin Mills) \| \| \| \| Warner River \| \| \| \| \| Warner River \| \| \| \| \| Warner River \| \| \| \| \| Warner River \| \| \| \| 44,05 \| Bradford NH \| Bradford NH \| \| \| \| Todd Lake \| \| \| \| 54,38 \| Newbury NH \| Newbury NH \| \| \| 55,44 \| Lake Sunapee NH (nur im Sommer) \| Lake Sunapee NH (nur im Sommer) \| \| \| 58,58 \| Mount Sunapee NH (früher Edgemont) \| Mount Sunapee NH (früher Edgemont) \| \| \| 64,54 \| Sunapee NH \| Sunapee NH \| \| \| 65,63 \| Guild NH \| Guild NH \| \| \| \| Sugar River \| \| \| \| 69,36 \| Newport NH \| Newport NH \| \| \| \| Sugar River \| \| \| \| \| Sugar River \| \| \| \| 73,73 \| Northville NH (früher North Newport) \| Northville NH (früher North Newport) \| \| \| \| Sugar River \| \| \| \| \| Sugar River \| \| \| \| 77,49 \| Kellyville NH \| Kellyville NH \| \| \| \| Sugar River \| \| \| \| 80,03 \| Chandler NH \| Chandler NH \| \| \| \| Sugar River \| \| \| \| ? \| East Claremont NH Washington Street \| East Claremont NH Washington Street \| \| \| \| Sugar River \| \| \| \| 88,21 \| Claremont Center NH Pleasant Street \| Claremont Center NH Pleasant Street \| \| \| \| von West Claremont \| \| \| \| ? \| Claremont NH Mulberry Street \| Claremont NH Mulberry Street \| \| \| 91,27 \| Claremont NH (früher Claremont Junction) \| Claremont NH (früher Claremont Junction) \| \| \| \| von Brattleboro \| \| \| \| \| nach Windsor \| \| |                      |                                          |                                          |
| |                      |                                          |                                          |
| Strecke |                      | von Nashua                               | von Nashua                               |
| Dienststation / Betriebs- oder Güterbahnhof | 0,00                 | Concord NH                               | Concord NH                               |
| Abzweig geradeaus und nach rechts |                      | nach Wells River                         | nach Wells River                         |
| Abzweig ehemals geradeaus und nach rechts |                      | nach White River Junction                | nach White River Junction                |
| Dienststation / Betriebs- oder Güterbahnhof (Strecke außer Betrieb) | ?                    | Concord NH Stony Hill                    | Concord NH Stony Hill                    |
| Bahnhof (Strecke außer Betrieb) | 5,60                 | Garrison NH (früher West Concord)        | Garrison NH (früher West Concord)        |
| Haltepunkt / Haltestelle (Strecke außer Betrieb) | 10,38                | Riverhill NH                             | Riverhill NH                             |
| Brücke über Wasserlauf (Strecke außer Betrieb) |                      | Contoocook River                         | Contoocook River                         |
| Haltepunkt / Haltestelle (Strecke außer Betrieb) | 12,76                | Mast Yard NH                             | Mast Yard NH                             |
| Brücke über Wasserlauf (Strecke außer Betrieb) |                      | Contoocook River                         | Contoocook River                         |
| Haltepunkt / Haltestelle (Strecke außer Betrieb) | 16,72                | Tyler NH                                 | Tyler NH                                 |
| Brücke über Wasserlauf (Strecke außer Betrieb) |                      | Contoocook River                         | Contoocook River                         |
| Bahnhof (Strecke außer Betrieb) | 19,23                | Contoocook NH                            | Contoocook NH                            |
| Abzweig geradeaus und nach links (Strecke außer Betrieb) |                      | nach Peterborough                        | nach Peterborough                        |
| Haltepunkt / Haltestelle (Strecke außer Betrieb) | 23,43                | Dimond Corner NH (früher Dimonds)        | Dimond Corner NH (früher Dimonds)        |
| Haltepunkt / Haltestelle (Strecke außer Betrieb) | 26,54                | Bagley NH                                | Bagley NH                                |
| Brücke über Wasserlauf (Strecke außer Betrieb) |                      | Warner River                             | Warner River                             |
| Brücke über Wasserlauf (Strecke außer Betrieb) |                      | Warner River                             | Warner River                             |
| Haltepunkt / Haltestelle (Strecke außer Betrieb) | 28,10                | Lower Warner NH                          | Lower Warner NH                          |
| Brücke über Wasserlauf (Strecke außer Betrieb) |                      | Warner River                             | Warner River                             |
| Bahnhof (Strecke außer Betrieb) | 30,19                | Warner NH                                | Warner NH                                |
| Brücke über Wasserlauf (Strecke außer Betrieb) |                      | Warner River                             | Warner River                             |
| Brücke über Wasserlauf (Strecke außer Betrieb) |                      | Warner River                             | Warner River                             |
| Haltepunkt / Haltestelle (Strecke außer Betrieb) | 33,68                | Waterloo NH                              | Waterloo NH                              |
| Brücke über Wasserlauf (Strecke außer Betrieb) |                      | Warner River                             | Warner River                             |
| Bahnhof (Strecke außer Betrieb) | 36,53                | Roby NH (früher Robys Corner)            | Roby NH (früher Robys Corner)            |
| Brücke über Wasserlauf (Strecke außer Betrieb) |                      | Warner River                             | Warner River                             |
| Brücke über Wasserlauf (Strecke außer Betrieb) |                      | Warner River                             | Warner River                             |
| Brücke über Wasserlauf (Strecke außer Betrieb) |                      | Warner River                             | Warner River                             |
| Brücke über Wasserlauf (Strecke außer Betrieb) |                      | Warner River                             | Warner River                             |
| Brücke über Wasserlauf (Strecke außer Betrieb) |                      | Warner River                             | Warner River                             |
| Haltepunkt / Haltestelle (Strecke außer Betrieb) | 39,83                | Melvin NH (früher Melvin Mills)          | Melvin NH (früher Melvin Mills)          |
| Brücke über Wasserlauf (Strecke außer Betrieb) |                      | Warner River                             | Warner River                             |
| Brücke über Wasserlauf (Strecke außer Betrieb) |                      | Warner River                             | Warner River                             |
| Brücke über Wasserlauf (Strecke außer Betrieb) |                      | Warner River                             | Warner River                             |
| Brücke über Wasserlauf (Strecke außer Betrieb) |                      | Warner River                             | Warner River                             |
| Bahnhof (Strecke außer Betrieb) | 44,05                | Bradford NH                              | Bradford NH                              |
| Brücke über Wasserlauf (Strecke außer Betrieb) |                      | Todd Lake                                | Todd Lake                                |
| Bahnhof (Strecke außer Betrieb) | 54,38                | Newbury NH                               | Newbury NH                               |
| Bahnhof (Strecke außer Betrieb) | 55,44                | Lake Sunapee NH (nur im Sommer)          | Lake Sunapee NH (nur im Sommer)          |
| Bahnhof (Strecke außer Betrieb) | 58,58                | Mount Sunapee NH (früher Edgemont)       | Mount Sunapee NH (früher Edgemont)       |
| Bahnhof (Strecke außer Betrieb) | 64,54                | Sunapee NH                               | Sunapee NH                               |
| Haltepunkt / Haltestelle (Strecke außer Betrieb) | 65,63                | Guild NH                                 | Guild NH                                 |
| Brücke über Wasserlauf (Strecke außer Betrieb) |                      | Sugar River                              | Sugar River                              |
| Bahnhof (Strecke außer Betrieb) | 69,36                | Newport NH                               | Newport NH                               |
| Brücke über Wasserlauf (Strecke außer Betrieb) |                      | Sugar River                              | Sugar River                              |
| Brücke über Wasserlauf (Strecke außer Betrieb) |                      | Sugar River                              | Sugar River                              |
| Bahnhof (Strecke außer Betrieb) | 73,73                | Northville NH (früher North Newport)     | Northville NH (früher North Newport)     |
| Brücke über Wasserlauf (Strecke außer Betrieb) |                      | Sugar River                              | Sugar River                              |
| Brücke über Wasserlauf (Strecke außer Betrieb) |                      | Sugar River                              | Sugar River                              |
| Haltepunkt / Haltestelle (Strecke außer Betrieb) | 77,49                | Kellyville NH                            | Kellyville NH                            |
| Brücke über Wasserlauf (Strecke außer Betrieb) |                      | Sugar River                              | Sugar River                              |
| Haltepunkt / Haltestelle (Strecke außer Betrieb) | 80,03                | Chandler NH                              | Chandler NH                              |
| Brücke über Wasserlauf (Strecke außer Betrieb) |                      | Sugar River                              | Sugar River                              |
| Haltepunkt / Haltestelle (Strecke außer Betrieb) | ?                    | East Claremont NH Washington Street      | East Claremont NH Washington Street      |
| Brücke über Wasserlauf (Strecke außer Betrieb) |                      | Sugar River                              | Sugar River                              |
| Bahnhof (Strecke außer Betrieb) | 88,21                | Claremont Center NH Pleasant Street      | Claremont Center NH Pleasant Street      |
| Abzweig geradeaus und von rechts (Strecke außer Betrieb) |                      | von West Claremont                       | von West Claremont                       |
| Betriebs-/Güterbahnhof Strecke bis hier außer Betrieb | ?                    | Claremont NH Mulberry Street             | Claremont NH Mulberry Street             |
| Bahnhof | 91,27                | Claremont NH (früher Claremont Junction) | Claremont NH (früher Claremont Junction) |
| Abzweig geradeaus und von links |                      | von Brattleboro                          | von Brattleboro                          |
| Strecke |                      | nach Windsor                             | nach Windsor                             |

Die Bahnstrecke Concord–Claremont ist eine ehemalige Eisenbahnverbindung in New Hampshire (Vereinigte Staaten). Sie ist rund 91 Kilometer lang und verbindet die Städte Concord, Contoocook, Bradford und Claremont. Die Strecke ist weitgehend stillgelegt und abgebaut, lediglich ein etwa drei Kilometer langer Abschnitt im Stadtgebiet von Claremont wird noch durch die New England Central Railroad betrieben.

## Geschichte
Nachdem Ende der 1840er Jahre die Hauptstrecke von Boston nach Concord fertiggestellt war und auch im Tal des Connecticut River eine ebenfalls in Nord-Süd-Richtung verlaufende Hauptstrecke entstand, planten verschiedene Unternehmungen, diese beiden Strecken zu verbinden. Die Konzession erhielt 1848 die Concord and Claremont Railroad, die zwischen ihren namensgebenden Orten eine Bahnstrecke bauen wollte. Noch im gleichen Jahr ging der erste Abschnitt der Strecke von Concord bis zum Bahnhof Mast Yard am Horse Hill in Betrieb. Am 27. August 1849 war Contoocook erreicht. Ab 8. Januar 1850 fuhren die Züge bis Warner und am 10. Juli 1850 eröffnete man die Strecke bis zum vorläufigen Endpunkt Bradford. Aus finanziellen Gründen wurde der Weiterbau zunächst nicht fortgesetzt.
Ab 1853 oblag die Betriebsführung der Northern Railroad of New Hampshire, die die Strecke gepachtet hatte. Am 14. Juli 1855 war die Sugar River Railroad gegründet worden, die die Strecke verlängern wollte. Erst 1870 konnten die Mittel aufgebracht werden, die Strecke zu bauen, nachdem sich entlang der Strecke einige Textilindustrie angesiedelt hatte. 1871 fuhren die Züge bis Newport und im September 1872 war endlich der Connecticut River in Claremont erreicht und die Strecke fertiggestellt. 1884 übernahm die Boston and Lowell Railroad die Northern und damit auch die Betriebsführung über die Strecke. 1887 folgte ihr die Boston and Maine Railroad nach, die die Boston&Lowell übernommen hatte. Ab August 1903 benutzte die Claremont Railway, die die elektrische Straßenbahn in Claremont betrieb, den Abschnitt von Claremont Center bis Claremont Junction mit, der dafür mit einer Oberleitung elektrifiziert wurde. 
Nachdem 1954 die Boston&Maine die Stilllegung eines Großteils der Strecke beantragt hatte, kaufte ein ortsansässiger Unternehmer die Strecke und gründete die Claremont and Concord Railway. Gleichzeitig wurde der elektrische Betrieb in Claremont eingestellt. Im Folgejahr stellte der neue Eigentümer den Personenverkehr auf der Strecke ein. 1958 zerstörte ein Hochwasser mehrere Brücken zwischen West Concord und Contoocook, sodass der Gesamtverkehr hier eingestellt werden musste, zwei Jahre später erfolgte die offizielle Stilllegung dieses Abschnitts. Bereits 1961 legte die C&C auch den Abschnitt von Contoocook nach Bradford still, nachdem mehrere Kunden entlang der Strecke weggefallen waren. 1964 kam das Aus für den Abschnitt Bradford–Newport und ab 1. September 1977 verkehrten nur noch zwischen Concord und West Concord sowie zwischen East Claremont und Claremont Junction Züge. Auf dem Abschnitt in Concord endete 1981 der Verkehr, die offizielle Stilllegung erfolgte jedoch erst 1984 durch die Guilford Transportation, die im Jahr zuvor die Boston&Maine übernommen hatte.
1988 sollte der letzte verbleibende Abschnitt in Claremont stillgelegt werden, jedoch kaufte die Claremont Concord Railroad, die in Besitz der LaValley Building Supply war, den Abschnitt von Claremont Center bis Claremont Junction und übernahm den Güterverkehr. 1994 wurde die Strecke in Claremont noch um einen knappen Kilometer verkürzt, sodass heute nur noch bis zur Mulberry Street gefahren werden kann. 2015 erwarb Genesee and Wyoming die Betreibergesellschaft und gliederte sie ihrer New England Central Railroad an.

## Streckenbeschreibung
Die Strecke beginnt in Concord, wo von Anfang an ein gemeinsamer Personenbahnhof mit den anderen Bahngesellschaften benutzt wurde. Sie führt zunächst nordwärts, biegt jedoch im Stadtteil West Concord nach Westen ab. Nach wenigen Kilometern erreicht die Strecke den Contoocook River, den sie zweimal überquert. Eine der Brücken wurden 1958 durch ein Hochwasser weggerissen, was zur Stilllegung dieses Abschnitts führte. Die andere Brücke wurde daraufhin ebenfalls abgerissen. In der Flussmitte stehen noch heute an beiden Stellen die Brückenpfeiler. Die Bahnstrecke verläuft nun parallel zum Südufer des Flusses bis Contoocook, wo unmittelbar vor dem Bahnhof der Fluss erneut gequert wurde. Die überdachte Holzbrücke steht noch heute und trägt einen Fußweg, der auf der Bahntrasse angelegt wurde. Am Keilbahnhof Contoocook zweigte die Strecke nach Peterborough ab.
Die Strecke nach Claremont verläuft nun weiter nordwestwärts, um kurz vor Warner den Warner River zu erreichen. Entlang dieses Flusses, der mehrfach überquert werden musste, verläuft die Trasse nun westwärts und wird heute auf mehreren Kilometern durch die Staatsstraße 103 genutzt. Auch die Brücke über den Todd Lake westlich von Bradford wurde zu einer Straßenbrücke umgebaut. Ab Bradford verläuft die Strecke nordwestwärts. Erst bei Newbury verlässt die Staatsstraße 103 die Bahntrasse, die jedoch nördlich der Stadt durch den Sunapee Lake überflutet ist. Kurz vor Mount Sunapee biegt die Strecke wieder nach Westen ab und führt vorbei am Mountainview Lake. Vor Sunapee ist die Trasse wieder streckenweise durch die Staatsstraße 103 überbaut und biegt hier nach Norden ab. Ab dem Bahnhof Sunapee verläuft die Strecke südwestwärts und erreicht kurz darauf Newport und den Sugar River, dem sie bis Claremont folgen wird. An zahlreichen Stellen überquert die Strecke diesen Fluss. Die Brücken sind noch vorhanden, da zwischen Newport und Claremont die Trasse zu einem Wanderweg umgewidmet wurde. In Claremont befindet sich der einzige noch betriebene Teil der Bahnstrecke. Die Gleise beginnen in einem Güterbahnhof zwischen der Pleasant und der Mulberry Street. Sie führen direkt am Flughafen der Stadt vorbei und münden am als Keilbahnhof angelegten Amtrak-Haltepunkt Claremont (früher Claremont Junction) in die Bahnstrecke Brattleboro–Windsor.